# Lamentação de Ur

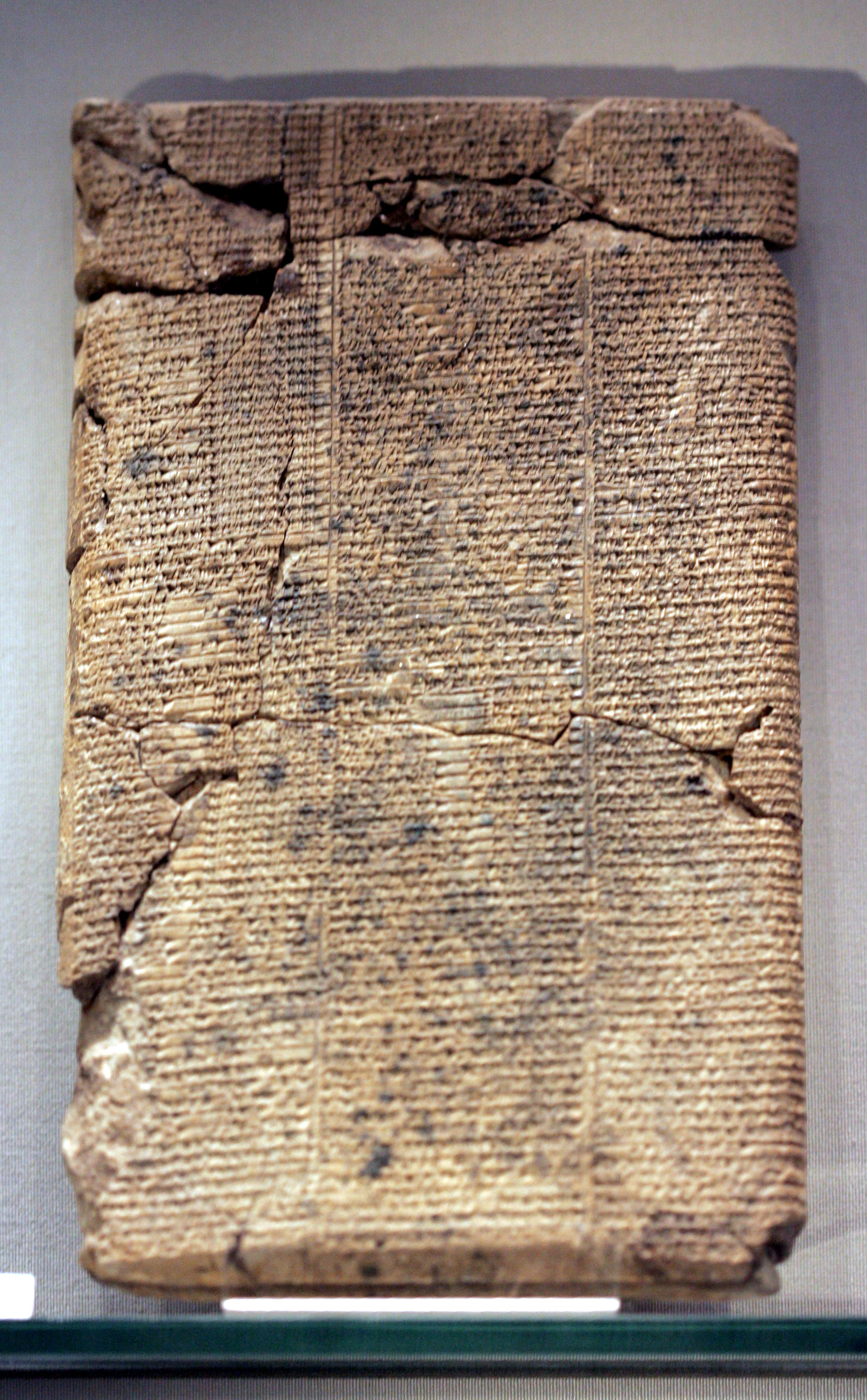
Tábua em escrita cuneiforme com o texto da Lamentação

Lamentação da cidade de Ur, Lamento de Ur ou Oração por Ur é um lamento sumério composto por volta da queda de Ur e da própria cidade na Terceira Dinastia (c. 2 000 a.C.).

## Lamentos
Ele contém um (e possivelmente o primeiro) de cinco conhecidos lamentações da cidade da Mesopotâmia, em um canto fúnebre cantada pela deusa protectora, para as cidades arruinadas.
Os lamentos de outras cidades são:
- O lamento para Suméria e Ur
- O lamento para Nipur
- O lamento para Eridu
- O lamento para Uruk

O Livro das Lamentações do Antigo Testamento, ao qual lamenta a destruição de Jerusalém pelo rei da Babilónia, Nabucodonosor II, no século VI a.C., é muito semelhante no tema e no estilo das lamentações antes da Mesopotâmia. No Livro de Jeremias, no Livro de Ezequiel e no Livro dos Salmos podem ser encontradas várias lamentações similares. O Salmo 137 (137:1-9) é uma canção incluida por Boney M em 1978 em sua música Rivers of Babylon.